# Margrethe von Heinen
Margrethe von Heinen, gift Stockfleth og Storm (26. juni 1730 – 14. februar 1805) var en dansk adelsdame.
Hun var datter af major Ulrik Frederik von Heinen til Ulriksholm og Catharina f. von Brüggemann og var dame de l'union parfaite.
18. april 1749 ægtede hun højesteretsassessor Christian Stockfleth, som døde allerede året efter. Hun blev senere (1767) gift med stiftamtmand Caspar Herman Storm.